# Castell de Corbera (Rosselló)
El Castell de Corbera és un edifici de Corbera (Rosselló), a la Catalunya Nord. Està situat al capdamunt del turó on es trobava el vell poble de Corbera de Dalt o d'Amunt, actualment en ruïnes.

## Història i descripció
Les primeres mencions documentals del lloc de Corbaria són del 953, i es refereixen a donacions de terres (horts, vinyes, boscos, garrigues) fetes per alguns senyors alodials al monestir de Sant Miquel de Cuixà (mitja dotzena entre el 953 i el 988), confirmades per les butlles del 968 i el 1011.
El primer membre documentat de la nissaga dels Corbera fou Bernat Adalbert de Corbera, que el 1131 prestà jurament de fidelitat a Gausfred II, comte de Rosselló, per manament Jaspert II, vescomte de Castellnou. El 1155 fou succeït per  Guillem de Corbera, i el 1276, Bernat de Corbera tenia el castell pel vescomte de Castellnou Guillem VI. El 1355, Margarida de Corbera, filla d'Arnau de Corbera, renebot de Guillem, es casà amb Pere de Perapertusa, i el 1420, la seva neta Margarida de Sagarriga i de Perapertusa, aportà Corbera en dot al seu espòs Bernat d'Oms. A finals del segle xvi, Maria d'Oms es casà amb Lluís de Llupià.
El 1652-1654, Francesc de Çacirera i de Llupià, a qui Lluís XIV li havia confiscats els bens, vengué els seus drets a Josep de Vilanova-Caramany (†1672). Al segle xviii, la seva neboda i hereva Maria Teresa de Sagarriga es va casar amb Xavier Climent Dubois de Boisambert (†1748). L'hereu Lluís de Boisambert (†1779) fou succeït per la seva filla Maria, casada amb Francesc de Vilar (†1798). El fill d'aquests, Josep de Vilar, casat amb Josepa d'Oms, morí el maig del 1789, a la vigília de la Revolució Francesa.
L'edificació romànica, engrandida i modificada entre els segles xiii i xvi fou molt transformada per l'arquitecte francès André Thiebaut, que el 1944 adquirí el castell, abandonat i mig derruït. Una part del recinte del poble, abandonat des de començament del segle xx, encara subsisteix amb alguns vestigis de torres rodones, però a l'interior només en queden les ruïnes de les cases de pagès.